# Goumoëns
Goumoëns es una comuna suiza del cantón de Vaud, situada en el distrito de Gros-de-Vaud. Limita al norte con la comuna de Penthéréaz, al este con Villars-le-Terroir, al sur con Echallens y Saint-Barthélemy, y al oeste con Oulens-sous-Echallens y Bavois.
La comuna es el resultado de la fusión el 1 de julio de 2011 de las antiguas comunas de Eclagnens, Goumoens-la-Ville y Goumoens-le-Jux.

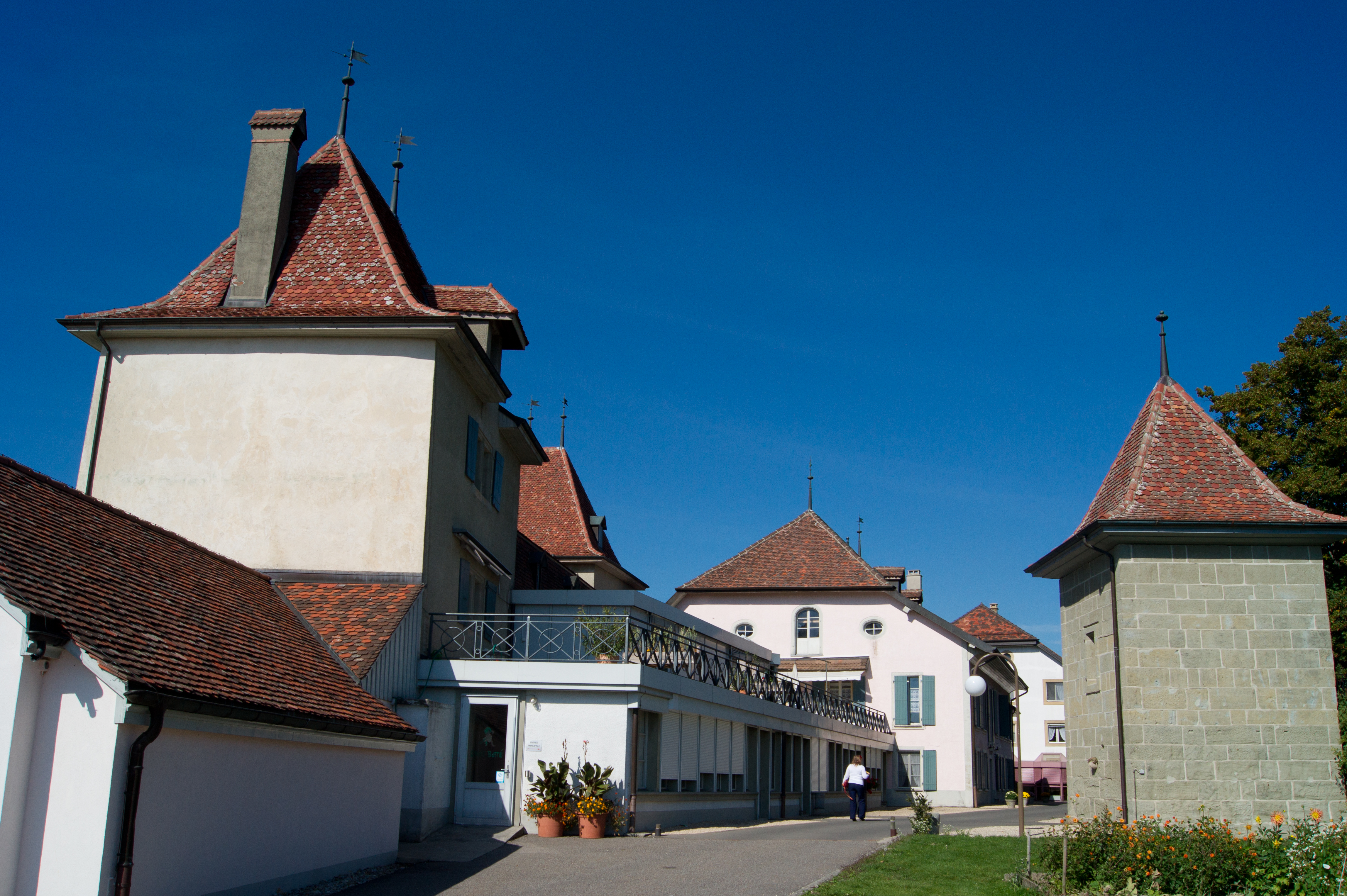
Castillo de Goumoëns-la-Ville.